# Åsa, Kungsbacka kommun
Åsa är en tätort i Ölmevalla socken i Kungsbacka kommun i Hallands län, belägen 45 kilometer söder om Göteborg. Folkmängden uppgick 2015 till ca 6 000 personer.

## Historia
Åsa är en populär badort för göteborgare och tidigare under 1900-talet även boråsare, speciellt Åsa Havsbad (Sörvik) som ligger precis intill Åsa Camping & Havsbad. Åsa som en plats för badgäster är också en av de ursprungliga orsakerna till att järnvägsstationen byggdes i Åsa, vilket senare ledde till en befolkningsökning. Under 2000-talet har invånarantalet ökat mycket beroende på att Göteborg har vuxit vilket har medfört utbyggd infrastruktur och att "Storgöteborg" nu även sträcker sig ned i Halland. Kungsbacka kommun inklusive Åsa hör sedan 1980-talet ihop med Göteborg avseende kollektivtrafik. Många pendlar dock med bil, cirka 45 km.

### Befolkningsutveckling
| Befolkningsutvecklingen i Åsa 1965–2020                                                                                  | Befolkningsutvecklingen i Åsa 1965–2020 | Befolkningsutvecklingen i Åsa 1965–2020 | Befolkningsutvecklingen i Åsa 1965–2020 | Befolkningsutvecklingen i Åsa 1965–2020 |
| --- | --------------------------------------- | --------------------------------------- | --------------------------------------- | --------------------------------------- |
| |                                         |                                         |                                         |                                         |
| År |                                         |                                         | Folkmängd                               | Areal (ha)                              |
| 1965 | 1965                                    |                                         | 360                                     |                                         |
| 1970 | 1970                                    |                                         | 392                                     |                                         |
| 1975 | 1975                                    |                                         | 634                                     |                                         |
| 1980 | 1980                                    |                                         | 901                                     |                                         |
| 1990 | 1990                                    |                                         | 2 486                                   | 259                                     |
| 1995 | 1995                                    |                                         | 2 874                                   | 269                                     |
| 2000 | 2000                                    |                                         | 3 092                                   | 275                                     |
| 2005 | 2005                                    |                                         | 3 218                                   | 275                                     |
| 2010 | 2010                                    |                                         | 3 369                                   | 281                                     |
| 2015 | 2015                                    |                                         | 6 084                                   | 907                                     |
| 2020 | 2020                                    |                                         | 6 479                                   | 902                                     |
| Anm.: Ny tätort 1965. Sammanvuxen med tätorterna Vassbäck och Ölmanäs samt småorterna Furulund, Lyngås och Sintorp 2015. |                                         |                                         |                                         |                                         |

## Samhället
Åsa består av ett flertal större områden. Bland annat Österbyn, Gårda Brygga, Kläppa, Buared, Ölmanäs samt centrala Åsa, där finns skolorna och busshållplatserna varifrån bussar går till Kungsbacka, Frillesås och Varberg.
På orten finns livsmedelsbutik, bageri, bensinstation med bilverkstad, restauranger och några specialbutiker.
En regionaltågsstation öppnades i centrala Åsa den 1 september 1888 men lades ned 1978. Efter flytten av västkustbanan 2004 med det nya dubbelspåret öster om tätorten beslutades det 2011 att en ny station skulle öppnas i Åsa, som stod klar i december 2013. Den ligger på linjen Göteborg–Halmstad och trafikeras av Öresundståg och Västtrafiks regionaltåg.

## Utbildning
Orten har två skolor, Åsaskolan, med cirka 550 elever i åk F-9 och Åsa Gårdsskola, med cirka 350 elever i åk F-6. Den senare skolan invigdes augusti 2008.
I Åsa ligger även Löftadalens folkhögskola. Under 1950- och 1960-talet användes anläggningen sommartid som barnkoloni av Kiruna och Gällivare kommuner.

## Idrott
Ortens idrottsförening, Åsa IF, är aktiv inom fotboll, innebandy, bordtennis med mera. Varje år arrangeras Åsa-cupen i fotboll för flickor och pojkar upp till och med 13 år. Cupen lockar lag från hela södra Sverige. I bordtennissektionen arrangeras årligen Åsacup-poolen, med deltagare från stora delar av västra Sverige.
Ölmanäs SS har sedan 60-talet utbildat seglare i Gårda Brygga, Varje år arrangeras flera regattor, varav Ölmanäsdagen har långa traditioner.

## Personer från orten
Omar Rudberg, före detta medlem i pojkbandet FO&O.